# Академмістечко (масив)
Академмісте́чко — житловий масив міста Києва. Розташоване у Святошинському районі між вулицями Депутатською і Ореста Васкула, проспектом Академіка Палладіна і залізницею Київ — Коростень. Центральна вулиця: бульвар Академіка Вернадського.
Назва походить від великої кількості розміщених тут науково-дослідних інститутів і аспірантських гуртожитків[яких?]. Окрім того, тривалий час[коли?] черговики-науковці отримували квартири тільки тут[джерело?].
На півдні мікрорайону протікав струмок Нивка (Святошинський струмок), яр якої природно обмежував місцевість під мікрорайоном. Із 1980-х років струмок повністю закритий у колектор. Після ліквідації струмка зникла чітка межа між Академмістечком і Святошиним.

## Історія
Забудова Академмістечка розпочалась в 1962 році (архітектор Р. Б. Добровінський). Особливістю новоствореного масиву стало близьке (в межах пішохідної доступності) розміщення науково-дослідного центру та житлових мікрорайонів. Були побудовані корпуси інститутів геофізики, геохімії, фізики мінералів, загальної та неорганічної хімії, металофізики, колоїдної хімії та хімії води, проблем лиття, матеріалознавства з лабораторними приміщеннями.
Наприкінці XX століття, вирішуючи житлову проблему міста, розпочали замінювати одноповерхову забудову на сучасні житлові масиви. Перший багатоповерховий будинок в Академмістечку постав на вулиці Академіка Доброхотова, 4.
П'ять вулиць Академмістечка названі на честь вчених-академіків: бульвар Академіка Вернадського, проспект Академіка Палладіна, вулиці Академіка Доброхотова, Омеляна Пріцака, Академіка Кримського.

## Наука
На вулиці Академіка Кримського знаходиться Науково-дослідний інститут електромеханічних приладів (НДІ ЕМП). Основним напрямом діяльності інституту була розробка і виготовлення апаратури магнітного запису для пілотованих і непілотованих космічних об'єктів. НДІ ЕМП був єдиним підприємством такого типу у Радянському Союзі. Прилади цього інституту, а саме касетні магнітофони було виготовлено в період з 1960–80-х років. Вони розраховані щонайменше на 1,5 години запису та відтворення.
Серед усіх дослідних установ найважливіший і найпотужніший — це Інститут проблем матеріалознавства ім. І. М. Францевича НАН України (у подвір'ї інституту встановлено пам'ятник Івану Францевичу). Основними напрямами дослідження були: порошкова металургія, композиційні матеріали, розробка волокна з базальту. Також інститут займався вирішенням проблем корозії металу. За ці розробки 1970-х років інститут отримав велику кількість нагород. Розроблені електрообігрівальні прилади використовувалися у промисловості будування (в Києві: павільйон-музей «Золоті ворота», Український народний дім, Музей історії України у Другій світовій війні). Зараз відділення порошкової металургії не існує (був створений на основі відділу завод в Броварах), композиційними матеріалами займається спеціалізована лабораторія в Новобіличах, лабораторія базальтових волокон переїхала на Лівий берег.
1994 року в цьому інституті була заснована лабораторія, для організації дослідження в області водневої енергетики: вивчення проблем перетворення сонячної енергії в енергію водню, його акумулювання, безпечне збереження і транспортування.

## Освіта, культура, спорт
З 1969 року існував кінотеатр «Електрон» (бульвар Академіка Вернадського, 79), розрахований приблизно на 350—400 місць, який працював в одній будівлі з торговим центром. Свого часу він користувався великою популярністю серед місцевих жителів (найближчий кінотеатр «Екран», що у Святошині, значно поступався комфортністю). Але в 1993 році кінотеатр було закрито і замість нього створено продуктовий склад (тепер — магазин).
Важливим надбанням Академмістечка є спортивний комплекс «Наука» (бульвар Академіка Вернадського, 32), відкритий того ж року, що і кінотеатр. Там проходять міжнародні змагання з тенісу «Kyiv open». Також на території цього спорткомплексу влаштовано поле для футболу і регбі, плавальний басейн, частина території орендується під пейнтбольний клуб.
Першу школу в Академмістечку було відкрито 1971 року, а в 2000 році вона стала спеціалізованою з поглибленним вивченням англійської мови, а в 2010 році отримала ім'я Василя Стуса (ЗОШ № 200, вул. Мирослава Поповича, 9). Також на вул. Серповій, 20/6 знаходиться фізико-математична школа № 185 ім. Вернадського, а на вул. Олександра Оксанченка, 2 — ЗОШ № 96 з поглибленим вивченням російської мови. Інші навчальні заклади представлені київською дитячою школою мистецтв № 8, гімназією «Академія» та Європейським університетом.
В 1950-х роках планувалось створити суворовське училище; в його будівлі був відкритий будинок дитини «Малятко», а в 1970-х роках — дитяча лікарня № 11.
На вулиці Гетьмана Кирила Розумовського знаходяться бібліотека Святошинського району та дитяча бібліотека «Промінь».
На вулиці Академіка Доброхотова, 13 знаходиться поліклініка для вчених НАН України. На бульварі Академіка Вернадського 53 — дитяча клінічна лікарня № 5.
З релігійних споруд можна зазначити церкву Миколи Святоші (ПЦУ), що знаходиться поруч будинку № 85 на бульварі Академіка Вернадського. Також на вул. Г. Онискевича знаходиться Всеукраїнський союз церков християн віри євангельської-п'ятидесятників.

## Транспорт
Коли почали працювати академічні інститути в Академмістечку, то до них, долаючи значну відстань пішки, можна було дістатися трамвайними маршрутами № 5, 14 та 23, що рухались по проспекту Берестейському (до 1985 року — Брест-Литовське шосе). Також можна було дістатись залізницею (яка існувала поруч з територією, тоді ще майбутнього Академмістечка, з 1902 року), що проходила вздовж вулиці Василя Степанченка (до 2007 року — Службова вулиця) — станція Святошин, зупинні пункти Академмістечко та Новобіличі. Згодом з'явились автобусні маршрути: № 51, 58, 82, 82а, які з'єднували Академмістечко з кількома районами Києва; № 40 курсував від станції метро «Шулявська» бульваром Академіка Вернадського в Біличі. Коли ж побудували станцію метро «Святошин», то від неї через Академмістечко курсували автобусні маршрути № 40 та 97 до Новобіличей.
У 1980-х роках з'явилися маршрутні таксі № 202. З 1990-х років існувалі різні маршрутні таксі, які курсували через Академмістечко.
У травні 2003 року було відкрито станцію метрополітену «Академмістечко». Невдовзі було припинено рух на автобусному маршруті № 40, але зберігся маршрут № 97 (автобус і маршрутне таксі) і маршрутне таксі № 202. З 2009 року курсує маршрутне таксі № 510, що сполучає Біличі і Борщагівку через Академмістечко. Навколо Академмістечка проспектами Берестейським і Палладіна курсують тролейбусні маршрути № 7, 7к, 39 і багато маршрутних таксі з різним напрямком руху.

## Видатні особи, пов'язані з Академмістечком
У гуртожитку на бульварі Академіка Вернадського, 61 проживав Василь Стус, чиїм іменем пізніше була названа одна з вулиць району — Радгоспна. У будинку по вулиці Олександра Оксанченка близько 27 років мешкав видатний авіаконструктор О. К. Антонов.

## Пам'ятники
- Пам'ятник першому президенту АН УРСР В. І. Вернадському. Збудований 1981 р., автори — скульптор О. П. Скобліков та архітектор А. Ф. Ігнащенко.
- Меморіальна дошка О. К. Антонову на вул. Огарьова.

## Установи та заклади
- Державний науково-технічний центр з ядерної та радіаційної безпеки Держкомітету ядерного регулювання України (вул. Василя Стуса, 35/37)
- Інститут біоколоїдної хімії ім. Ф. Д. Овчаренка НАН України (бульвар Академіка Вернадського, 42)
- Інститут геохімії, мінералогії та рудоутворення НАН України (проспект Академіка Палладіна, 34)
- Інститут геофізики імені С. І. Субботіна НАН України (проспект Академіка Палладіна, 32)
- Інститут загальної та неорганічної хімії ім. В. І. Вернадського НАН України (проспект Академіка Палладіна, 32/34)
- Інститут колоїдної хімії та хімії води імені А. В. Думанського НАН України (бульвар Академіка Вернадського, 42)
- Інститут магнетизму НАН України та МОН України (бул. Академіка Вернадського, 36б)
- Інститут металофізики імені Г. В. Курдюмова НАН України (бул. Академіка Вернадського, 36)
- Інститут прикладних проблем фізики та біофізики НАН України (вул. Василя Степанченка, 3)
- Інститут проблем матеріалознавства ім. І. М. Францевича НАН України (вул. Омеляна Пріцака, 3)
- Київський академічний університет (бул. Академіка Вернадського, 36)
- Київський науково-дослідний та проектний інститут землеустрою Держкомзему України (вул. Серпова, 3)
- Міжвідомче відділення електрохімічної енергетики НАН України (бульвар Академіка Вернадського, 38)
- Науково-дослідний інститут електромеханічних приладів (вул. Академіка Кримського, 27)
- Фізико-технічний навчально-науковий центр НАН України (бульвар Академіка Вернадського, 36)
- Фізико-технологічний інститут металів та сплавів НАН України (бул. Академіка Вернадського, 34/1)